# Rudra

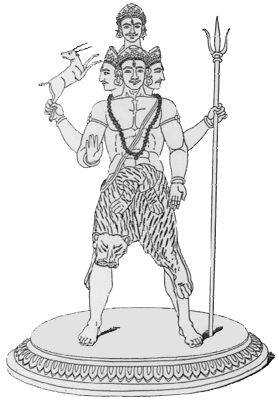
raffigurazione di Rudra in un testo del XIX secolo

Rudra (devanagari: रुद्र, lett. "Urlatore") è una delle divinità vediche più antiche della religione induista.

## Storia
Compare per la prima volta nel Rig Veda, in cui viene descritto come il Deva della tempesta, della caccia, della morte, della natura e del vento. Rudra è la forma primordiale di Śiva, l'aspetto divino preposto alla distruzione, ed è anche un nome di Śiva nello Śiva sahasranama (la ripetizione dei 1000 nomi di Śiva).
Rudra, il deva della tempesta, viene normalmente raffigurato come una divinità feroce e distruttiva, come un dèmone dalla chioma folta di serpi, adorno d'una collana di teschi, che danza furioso e alimenta la sua dissipazione col vino. È detto lo Scancellatore, è sempre prossimo alla malattia, ruba le oblazioni e ha come messaggero la febbre. È signore del sonno, è l'accecatore. È signore degli elementi, della materia (che, se si vuole intenderla con Scoto Erigena, è la mutevolezza delle forme mutevoli).
Rudra è attualmente uno dei nomi di Shiva; lo stesso accade per un altro epiteto, Kapardin (con la capigliatura intrecciata a spirale come quella di una conchiglia).
Rudra è provvisto di frecce che procurano malattia in chiunque egli colpisca, sia che si tratti di un essere celeste, un uomo o un animale. Con Prisni  generò i Marut, ed è detto anche padre dei Rudra, le divinità a lui omonime che costituiscono il suo corteggio. Il famoso inno Shri Rudram è un mantra vedico che è recitato tutt'oggi.
Secondo i commentari al Vishnu Sahasranama di Adi Sankara, Rudra significa "Colui che al tempo della dissoluzione cosmica induce al pianto tutti gli esseri viventi". Alternativamente, Rudra significherebbe "Colui che dà la parola". Rudra significa anche "colui che allontana i dolori". 
La parola Rudraksha è un composto Tatpurusha che significa "L'occhio di Rudra".